# Contiki
Contiki – system operacyjny napisany pierwotnie dla komputerów ośmiobitowych. Oferuje wielozadaniowość, stos TCP/IP oraz GUI. Do pracy potrzebuje ok. 30 kB.
Został przeniesiony na platformy:
- Apple II family
- Commodore 64
- Commodore 128
- Commodore VIC 20
- X11 (X Window)
- TI MSP430
- x86
- Atari 8-bit
- Atari Portfolio
- Atari ST
- Atmel AVR
- Casio Pocketview
- Game Boy
- Game Boy Advance
- GP32
- PC-6001
- Tandy CoCo
- PC Engine
- CBM Pet
- Sharp Wizard
- Sony PlayStation
- Sega Dreamcast